# Isella Glacier
Der Isella Glacier ist ein Gletscher im Wenatchee National Forest im US-Bundesstaat Washington. Er liegt an den Südhängen des Bonanza Peak, des höchsten nicht-vulkanischen Gipfels in der Kaskadenkette.:233–235 Der Isella Glacier fließt von 8.800 ft (2.682 m) bis auf 7.600 ft (2.316 m) herab.